# Ramat haScharon
Ramat haScharon (hebräisch רָמַת הַשָּׁרוֹן Ramat haScharōn, deutsch ‚Anhöhe der Scharon‘, arabisch رامات هشارون) ist eine Stadt in Israel, etwa 16 Kilometer nordöstlich von Tel Aviv.

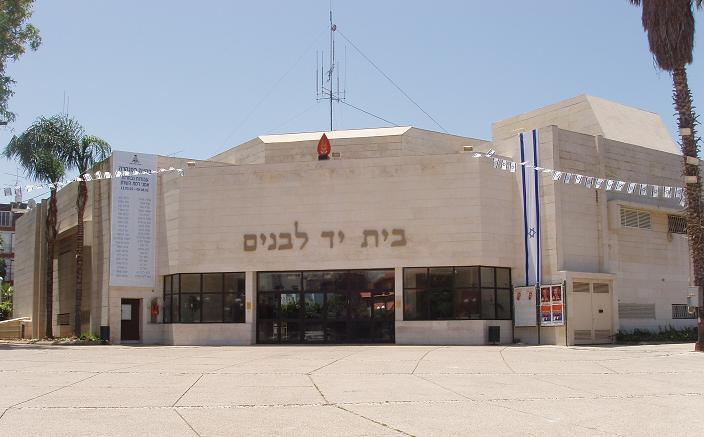
Die Jad LaBanim (Erinnerungsmal der Söhne) in Ramat haScharon ist eine Gedenkstätte für die gefallenen Soldaten der Stadt und beherbergt auch die Stadtbibliothek.

## Geschichte
Am 4. Oktober 1923 wurde Ramat haScharon als Ir Schalom (hebräisch עִיר שָׁלוֹם ʿĪr Schalōm, deutsch ‚Friedensstadt‘) gegründet. Die Gründer der Moschava waren Olim (Einwanderer) aus Polen. Am 24. Juli 1930 wurde der heutige Ortsname amtlich. 1931 zählte Ramat haScharon 312 Einwohner, um 1950 etwa 900 Einwohner. Die Umbenennung in Ramat haScharon erfolgte 1932.
Infolge des schnellen Bevölkerungszuwachses in den 1960er und 1970er Jahren wurden zahlreiche neue Straßen, Schulen und Parks errichtet, und es entstanden neue Quartiere. In den 1980er Jahren zogen viele Familien der oberen Mittelschicht nach Ramat haScharon, das als sicher galt sowie viele Gärten und Alleen bot.
2002 erhielt Ramat haScharon den Status einer Stadt. Im Jahr 2018 betrug die Einwohnerzahl 46.720.

## Geographie
Der Großteil der Stadt liegt nördlich des Highway 5 (hebräisch כְּבִישׁ אַרְצִי רָאשִׁי 5 Kvīsch Artzī Rāschī 5, deutsch ‚Haupt-Landesstraße ‘), östlich von Highway  und dem Kibbutz Glil Jam, westlich der Zentrale von Israel Military Industries und dem Highway  sowie südlich von Herzlia. Das Verwaltungsgebiet erstreckt sich darüber hinaus, südlich des Highway 5 grenzt es an den Friedhof Qirjat Schaʾul und Tel Aviv-Jaffa.

## Wirtschaft
Bis in die 1960er Jahre war der Ort hauptsächlich landwirtschaftlich geprägt, bekannt für seine Erdbeerfelder und Zitrushaine. In der Stadt befinden sich die Zentralen der Rüstungskonzerne IMI Systems und Israel Weapon Industries.

## Sport
Der Fußballclub der Stadt, HaPoʿel ʿIroni haScharon, spielt aktuell in der höchsten israelischen Spielklasse, der Ligat haʿAl.
Zudem ist Ramat haScharon bekannt für seine hohe Affinität zum Tennis. So werden im Canada Stadium seit Mitte der 1970er Jahre sämtliche Heimspiele der israelischen Davis-Cup-Mannschaft ausgetragen. Zwischen 1979 und 1996 gastierte auch einmal im Jahr die ATP World Tour. Seit 1996 hat das Turnier in Ramat haScharon Challenger-Status. 1996 bestritt die Gruppe II der Europa/Afrika Zone des Fed-Cups ihre Spiele in Ramat haScharon.
Als Leistungsstützpunkt des israelischen Tennis hat das Israel Tennis Center in Ramat haScharon zahllose Topathleten seines Landes ausgebildet, wie etwa Dudi Sela, Amos Mansdorf oder Shahar Peer.

## Städtepartnerschaften
Partnerstädte von Ramat haScharon sind
- Dunkerque, Frankreich
- Georgsmarienhütte, Deutschland
- Tallahassee, USA, seit 2006
- Saint-Maur-des-Fossés, Frankreich, seit 2009

## Söhne und Töchter der Stadt
- Haim Moshe (* 1955), Sänger und Musiker
- Amos Mansdorf (* 1965), Tennisspieler
- Guy Ben-Ner (* 1969), Künstler
- Daniella Pick (* 1983), Sängerin
- Shay Doron (* 1985), Basketballspielerin
- Gal Mekel (* 1988), Basketballspieler
- Yoav Levanon (* 2004), Pianist

## Sonstige Persönlichkeiten
- David Kimche (1928–2010), israelischer Diplomat und stellvertretender Leiter des israelischen Auslandsgeheimdienstes Mossad